# Boxberg (Oberlausitz)
Boxberg, obersorbisch Hamor, ist der namensgebende Ortsteil der ostsächsischen Gemeinde Boxberg/O.L. im oberlausitzischen Landkreis Görlitz. Der zum offiziellen sorbischen Siedlungsgebiet zählende Ort ist Verwaltungssitz und mit rund einem Viertel der Bevölkerung auch der einwohnerstärkste Ortsteil der Gemeinde.

## Geographie
Boxberg liegt im nördlichen Teil der Gemeinde, südlich des danach benannten Kraftwerks Boxberg. Zwischen Boxberg und dem Kraftwerk verläuft die Bundesstraße 156, die in östlicher Richtung den Tagebau Nochten umgeht, und in westlicher Richtung den südwestlich von Boxberg liegenden Bärwalder See auf ihrem Weg nach Uhyst umführt. Der Schwarze Schöps, der kurz zuvor den Weißen Schöps aufnahm, durchfließt Boxberg und mündet wenig später beim nordwestlich gelegenen Ort Sprey in die Spree. Nordöstlich liegt Nochten, Namensgeber des Tagebaus sowie des benachbarten Findlingsparks.
Die nächstgrößeren Städte sind Weißwasser im Nordosten, Niesky und Görlitz im Südosten, Bautzen im Südwesten und Hoyerswerda im Westen.

## Geschichte

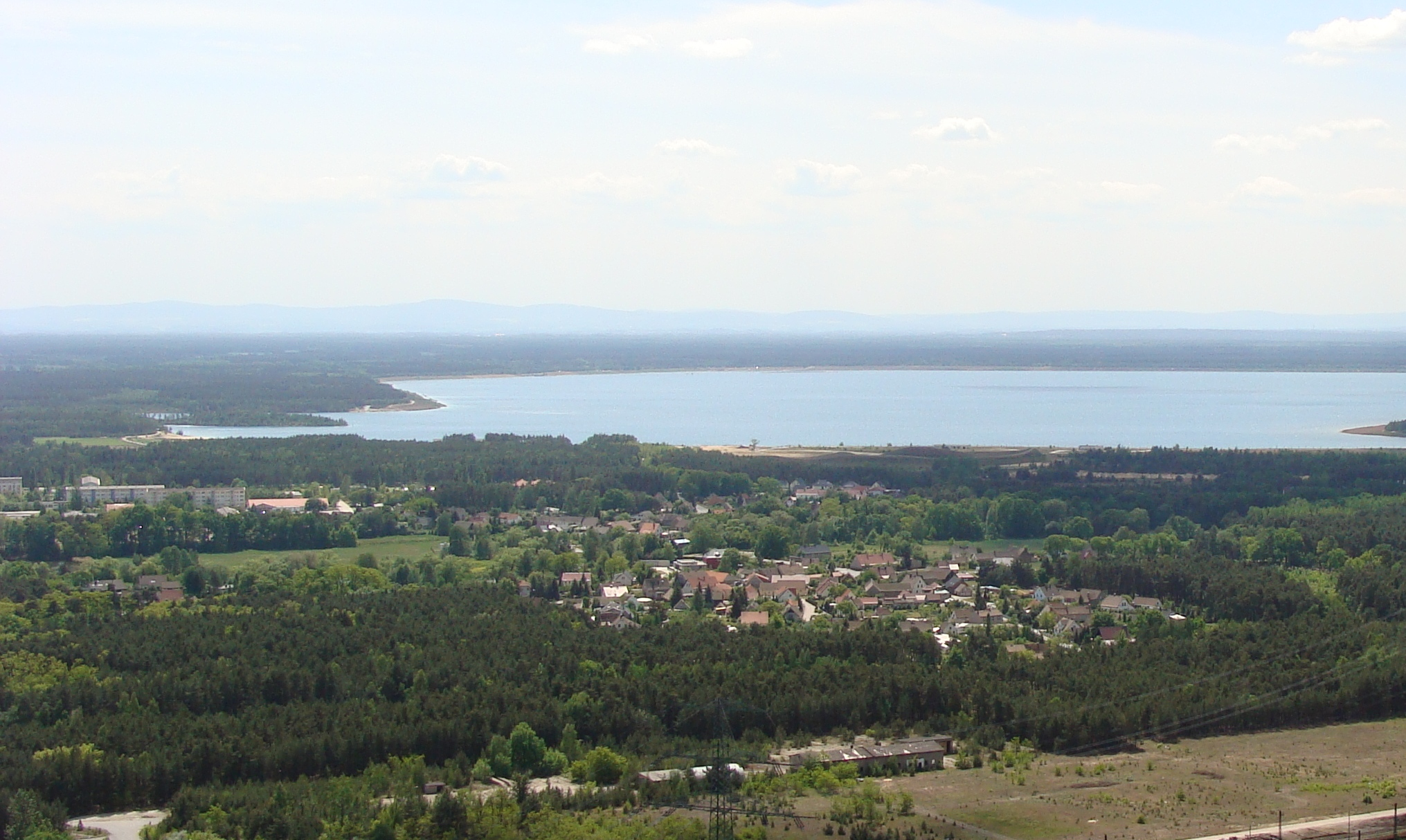
Boxberg (Blick in Richtung Südwest): Die ursprüngliche Zweiteilung ist noch klar erkennbar. Links ist ein Teil der Neubausiedlung und im Hintergrund der Bärwalder See erkennbar.

Das am Schöpsufer gelegene Dorf Boxberg bestand ursprünglich aus zwei Rundweilern, einer auf jeder Seite. Diese typisch slawische Siedlungsform wurde im Zuge der Ostexpansion von deutschen Siedlern erweitert. Am 9. September 1366 wird der hammer zu Boksberg in einer Bestätigungsurkunde des Herzogs Bolko II. von Schweidnitz-Jauer erwähnt, was die derzeit bekannte urkundliche Ersterwähnung des Ortes darstellt. Dieser am vereinigten Schöps liegende Eisenhammer, in dem lokale Raseneisenerzvorkommen verarbeitet wurden, gehörte der Herrschaft Muskau, deren Einflussbereich sich bis zur Schöpslinie erstreckte, sodass von Boxberg wie auch vom benachbarten Eselsberg nur der nördliche Teil zum Herrschaftsgebiet gehörten.
Die Oberlausitzer Städte beschlossen 1511, gegen Peter von Horn auf Klein Düben vorzugehen, der der Raubritterei beschuldigt wurde. Sie sammelten ihre Reiter an einem Sonnabend in der Kirmeszeit in Boxberg, „das da seit an der grenitz dises [Görlitzer] weichbildes.“ Horn wurde in Klein Düben nicht angetroffen und die Geschichte geriet erst ins Stocken, später in Vergessenheit.
Im Pestjahr 1632 wurde den Boxbergern verwehrt, ihre Pesttoten auf dem Friedhof in Nochten zu beerdigen. Auch die angrenzenden Parochien Schleife und Merzdorf verweigerten die Bestattung. In Klitten schließlich wurde den Boxbergern ein gesonderter Friedhof zur Verfügung gestellt, was der Anlass für den Wechsel vom Nochtener zum Klittener Kirchspiel war. Erst 1888 wurde Boxberg wieder nach Nochten umgepfarrt.
Der sächsische Kurfürst Johann Georg I. lagerte 1634 auf seinem Weg von Spremberg in Boxberg. Im Folgejahr konnte er im Prager Frieden die beiden lausitzischen Markgraftümer für das Kurfürstentum gewinnen.
Nachdem sich der Dreißigjährige Krieg (1618–1648) seinem Ende neigte und die gebeutelte Oberlausitz Mitte der vierziger Jahre nicht mehr Kriegsschauplatz war, ließ der neue Herr auf Muskau, Kurt Reinicke von Callenberg, verschiedene Herrschaftsbetriebe wieder aufbauen, so auch den Boxberger Eisenhammer. Zudem entstand ein Sägewerk in Boxberg neu. Etwa zwanzig Jahre später stand Kurt Reinicke II. Reichsgraf von Callenberg vor dem Problem, dass eine Wirtschaftsdepression für wenig Absatz sorgte und billige Eisenimporte den Absatz weiter drückten, was die herrschaftlichen Hüttenwerke zum Erliegen brachte. Nachdem sich diese Probleme legten, ließ Johann Alexander Reichsgraf von Callenberg den Hammer, dessen Eisen in der Eisenhütte zu Keula weiterverarbeitet wurde, 1721 vergrößern.
Als Resultat des Kampfes des Königreiches Sachsen während der Napoleonischen Kriege an französischer Seite musste es einen großen Teil seines Landes an Preußen abtreten, wodurch Boxberg 1815 der Verwaltung der preußischen Provinz Schlesien unterstellt wurde. Durch die notwendige Verwaltungsreform wurde Boxberg im darauffolgenden Jahr dem neugegründeten Landkreis Rothenburg eingegliedert.
Auf ein Gesuch des Prinzen Friedrich der Niederlande, seit 1846 Muskauer Standesherr, wurde unter gleichzeitiger Zusage der Unterhaltsleistungen die Heidestraße Muskau–Boxberg–Lieske (heute B 156) durch den preußischen Staat zur Chaussee ausgebaut.
Als in den sechziger Jahren des 19. Jahrhunderts die Rentabilität des Eisenhammers sank, ließ ihn der Prinz schließen. Er begründete diesen Schritt mit der Aussage: „In Boxberg machen sie aus meinem Golde Eisen!“ Traugott Hermann Graf von Arnim, seit 1883 Besitzer der Standesherrschaft, ließ 1885 im leerstehenden Gebäude des Hüttenwerks eine Holzschleiferei einrichten, die die Papierfabrik Köbeln jährlich mit 300 Tonnen Holzstoff belieferte.
Bei der Einführung der Amtsbezirke war die Zweiteilung Boxbergs bemerkbar. Boxberg, Anteil Muskau wurde dem Amtsbezirk Reichwalde unterstellt, für ihn war das Amtsgericht in Muskau zuständig, während Boxberg, Anteil Jahmen, ehemals dem Rittergut Reichwalde gehörend, dem Amtsbezirk Jahmen unterstellt wurde. In juristischen Belangen war bei diesem das Amtsgericht Niesky zuständig. Erst 1929 wurden die beiden Landgemeinden zur Landgemeinde Boxberg zusammengeschlossen.

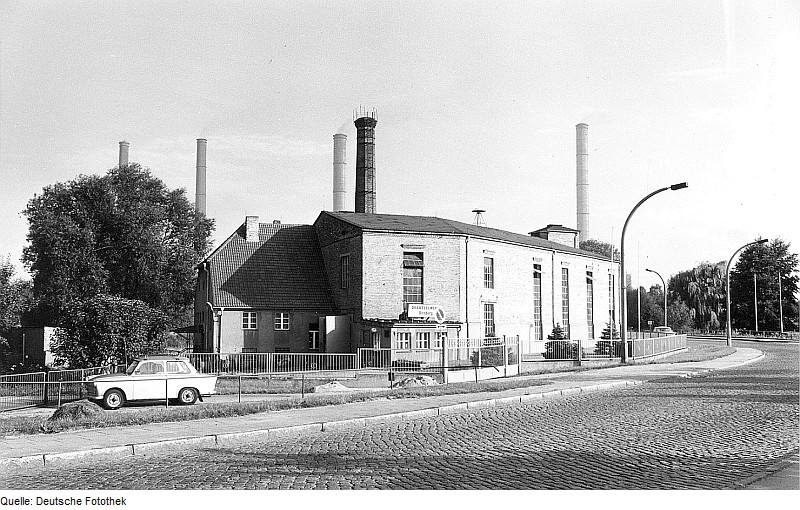
Drahtseilwerk (1985)

Der Dresdner Hermann Schellenberg kaufte 1939 die stillgelegte Holzschleiferei und baute sie zu einem Drahtseilwerk um.
Gegen Ende des Zweiten Weltkriegs kamen im April 1945 die Kampfhandlungen nach Boxberg. Nach dem Oder- und Neißeübertritt der 1. Ukrainischen Front am 16. April waren die Truppen der 5. Gardearmee sowie der 2. Polnischen Armee am 19. April bei Klitten, am 21. wurde Boxberg umkämpft. Die Wehrmacht konnte zwar in südlicher Richtung vorstoßen, doch blieb die Region umkämpft, sodass bis zum 26. April etwa 70 % der Gebäude in Boxberg zerstört wurden, darunter die Försterei und die 1815 gegründete Schule.
Im Januar 1953 wurde auf dem Standort der ehemaligen Försterei eine neue Schule eingeweiht, die auch die Kinder aus den Nachbargemeinden Nochten und Kringelsdorf besuchten. Eine Landwirtschaftliche Produktionsgenossenschaft (LPG) wurde erst im Rahmen des „sozialistischen Frühlings“ am 21. März 1960 gegründet. Diese LPG „Schöpstal“ vom Typ I wurde später mit einer Nachbargenossenschaft zusammengeschlossen, 1973 wurden Tier- und Pflanzenproduktion getrennt.
Ein spätmittelalterliches Steinkreuz stand bis 1965 am Weg nach Kringelsdorf. Einer Sage nach sollen zwei junge Leute gewettet haben, dass der eine den anderen von der Dorfschenke aus mit seinem Gewehr treffen würde. Nachdem er seinen Freund erschoss, soll er verpflichtet worden sein, dieses Sühnekreuz aufzustellen.
Am 3. Oktober 1968 wurde der Grundstein zum Bau des Kraftwerks gelegt. Um die Bauarbeiter und später die Kraftwerksarbeiter unterbringen zu können, baute man bereits im Vorfeld eine Plattenbausiedlung mit über 1000 Wohnungen, die unter anderem um eine Clubgaststätte und eine Kaufhalle ergänzt wurde. Ein beheiztes Schwimmbad, ein zweiter Kindergarten sowie ein neuer Schulkomplex wurden in der Folgezeit fertiggestellt. Ein Kino, in dem von Sonntag bis Donnerstag je zwei Vorstellungen liefen, wurde bis zum 31. Mai 1990 betrieben.
Zum 1. Januar 1974 wurde das etwas abseits an der Kreisgrenze gelegene Dorf Sprey eingemeindet.
Die Oberschule, seit dem 8. Mai 1980 „Wladimir-Komarow-Oberschule“, besuchten Schüler des gesamten Gemeindeverbandes Schöpstal, also von den Gemeinden Boxberg, Kringelsdorf, Nochten, Reichwalde und Wunscha mit seinen Ortsteilen Publick und Schadendorf. Einzig die Spreyer Schüler besuchten die Uhyster Schule.
Mit der Inbetriebnahme der Blöcke 13 und 14 (1978 und 1980) erreichte das Kraftwerk Boxberg eine installierte Leistung von 3520 MW. Damit wurde es zum größten Kraftwerk der DDR und dem größten Wärmekraftwerk Europas auf Braunkohlebasis. Von ihm ging während dieser Zeit etwa 20 % der Energieproduktion der DDR aus.
Das Drahtseilwerk stellte 1993 seine Produktion ein. Zwei Jahre später wurden das Produktionsgebäude des Drahtseilwerks, die Schöpsbrücke und die Wehranlage zu technischen Denkmälern erklärt.

### Bevölkerungsentwicklung
| Jahr                      | Einwohner |
| ------------------------- | --------- |
| 1825                      | 274       |
| 1863                      | 367       |
| 1871                      | 456       |
| 1885                      | 348       |
| 1905                      | 281       |
| 1925                      | 344       |
| 1939                      | 369       |
| 1946                      | 356       |
| 1950                      | 356       |
| 1964                      | 406       |
| 1971                      | 2160      |
| 1988                      | 2862      |
| 1991                      | 2801      |
| 1993                      | 3047      |
| 1999                      | 1991      |
| 2002                      | 1672      |
| 2008                      | 1333      |
| 2020                      | 1006      |
| kursiv: Boxberg und Sprey |           |

Das Urbarium der Herrschaft Muskau aus dem Jahr 1552 nennt für den Muskauer Anteil von Boxberg zwei Lehngutsbesitzer und neun Häusler. Bis 1630 verdoppelte sich fast die Zahl der Wirtschaften, es wurden drei Bauern und 17 Häusler genannt. Als die Lausitz in der zweiten Hälfte des Dreißigjährigen Krieges Kriegsschauplatz war, wurde auch Boxberg arg in Mitleidenschaft gezogen. Die drei Bauern wurden auch 1647 noch genannt, jedoch war mit der Zerstörung des Eisenhammers die Lebensgrundlage für die meisten Häusler entzogen, von ihnen wurden nur noch vier genannt. Die restlichen 13 Häuslerstellen lagen wüst.
Der Wiederaufbau Boxbergs nach dem Krieg erfolgte relativ schnell, auch wenn die alte Größe nicht erreicht wurde. Im Muskauer Anteil lebten 1699 zwei Lehngutsbesitzer und 14 Häusler. Im Jahr 1782 wurden zwei weitere Häusler und 1810 ein dritter zusätzlicher Häusler verzeichnet, insgesamt also zwei Lehngutsbesitzer und 17 Häusler.
Der 1777 noch zum Rittergut Reichwalde gehörende Anteil scheint kleiner als der Muskauer Anteil gewesen zu sein, denn 1777 wurden für den gesamten Ort vier Bauern, 25 Häusler und vier wüste Wirtschaften genannt.
Bei der preußischen Volkszählung im Jahr 1825 traten die abgabenpflichtigen Wirtschaften in den Hintergrund und es wurden alle Einwohner gleichwertig gezählt. Boxberg hatte zu dieser Zeit 274 Einwohner, deren Zahl bis zur Reichsgründung 1871 auf 456 anstieg. Danach ist ein deutlicher Rückgang festzustellen, sodass 1905 nur noch 281 Einwohner gezählt wurden.
In Boxberg ist durch den Eisenhammer früher als in anderen Orten der Umgebung ein großer deutscher Bevölkerungsanteil festzustellen. Im Jahr 1863 waren nur 111 der 367 Einwohner Sorben und selbst nach dem Bevölkerungsrückgang konnte Arnošt Muka in den 1880er Jahren unter den 337 Einwohnern noch 100 Deutsche ausmachen. Dies entspricht sorbischen Bevölkerungsanteilen von 27 % (1863) und 70 % (um 1880).
Bereits bis 1910 war wieder ein Bevölkerungsanstieg zu verzeichnen. Im Jahmener Anteil lebten in jenem Jahr 142 Einwohner, im Muskauer Anteil waren es 135 und im Gutsbezirk Boxberg, Anteil Muskau 43. Dies entspricht 178 Einwohner im gesamten Muskauer Anteil und 320 Einwohnern insgesamt. Bis 1939 stieg die Einwohnerzahl im inzwischen vereinten Boxberg auf 369.
Im Zweiten Weltkrieg hatte die Gemeinde 36 Opfer zu beklagen; 32 Flüchtlinge und sechs Umsiedler aus den ehemals deutschen Ostgebieten fanden nach dem Krieg in Boxberg einen Unterschlupf. Nachdem die Einwohnerzahl 1946 und 1950 unter Vorkriegsniveau gelegen war, stieg sie bis 1964 auf 406 an. Der Bevölkerungszuwachs wirkte sich auch auf die sprachliche Situation im Ort aus. So ermittelte Ernst Tschernik 1956 in der Gemeinde Boxberg einen sorbischsprachigen Bevölkerungsanteil von nur noch 7,8 %, darunter war nur noch ein Jugendlicher.
Durch den Kraftwerksbau und die dafür neu angelegte Siedlung wuchs Boxberg in den folgenden Jahren rasch an. Bereits sieben Jahre später lag die Zahl mit 2160 Einwohnern mehr als fünfmal so hoch, und bis 1988 wuchs die Gemeinde auf 2862 Einwohner, von denen etwa 100 im Ortsteil Sprey lebten.
Nach der Wende hatte Boxberg mit einem Rückgang der Beschäftigungszahlen im Kraftwerk und somit auch mit einem steten Fortzug, der einen starken Bevölkerungsrückgang nach sich zog, zu kämpfen. In den Jahren 1993 und 1994 war ein kurzzeitiger Anstieg zu verzeichnen, bei dem Boxberg auf etwa 3000 Einwohner kam, jedoch sank die Einwohnerzahl bis 1999 unterhalb der Marke von 2000 Einwohnern, bis 2008 war ein weiterer Rückgang auf 1333 Einwohner zu verzeichnen.

### Ortsname

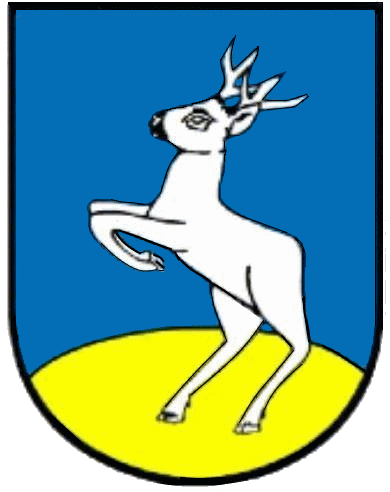
Gemeindewappen

Der deutsche Name ist 1366 als Boksberg erstmals nachweisbar. Er entwickelte sich unter anderem über Bocsberge (1407), Boxberge (1408), Poksperk (1418), Bokesberge (1422), Bocksbergk (1510), Bochsberg (1511), Pockhßbergkh (1552) und Buxberg (1597) zu Boxberg (1791). Es ist nicht eindeutig geklärt, ob sich der Name von einem Rehbock, wie er auch im Wappen abgebildet ist, ableitet, oder ob eine Umdeutung aus Pochs-berg erfolgt ist, die sich auf das Hammerwerk bezieht. Auch eine Ableitung vom Arbeitsgerät Bock ist nicht auszuschließen.
Der sorbische Name wird 1800 als Hamory (Plural) und 1843 als Hamor angegeben. Er leitet sich, ähnlich wie Borkhamor (Burghammer) oder Nowy Hamor (Neuhammer bei Rietschen), direkt vom Hammerwerk ab.
Der amtliche deutsche Name der Gemeinde ist seit 1999 Boxberg/O.L., der des Ortsteils somit Boxberg/O.L. OT Boxberg. Der Namenszusatz der Gemeinde, der eine eindeutige Benennung gegenüber anderen Orten des Namens Boxberg ermöglichen soll, ist dabei in historischer Anlehnung gewählt. In der Phase der zunehmenden Industrialisierung haben sich im ausgehenden 19. Jahrhundert besonders Orte im preußischen Teil der Oberlausitz diesen Zusatz gegeben, um zu zeigen, dass sie trotz schlesischer Verwaltung nicht in Niederschlesien, sondern in der Oberlausitz liegen. Zeugnisse dieser Entwicklung sind heute die Namen beispielsweise von Reichenbach/O.L., Rothenburg/O.L. und Weißwasser/O.L.

## Verkehr
Boxberg hatte einen Bahnhof an der Bahnstrecke Uhyst–Boxberg. Dieser ist stillgelegt. Heute ist der Ort über die Bahnhöfe in Uhyst und Klitten an der Bahnstrecke Węgliniec–Falkenberg/Elster zu erreichen.